# Estoll
Estoll és una entitat de població del municipi cerdà de Fontanals de Cerdanya. Situada al Plà d'Estoll i pertanyent al municipi d'Urtx, a la Baixa Cerdanya amb església parroquial de la qual depèn l'església d'Escadarcs. El 2011 tenia 39 habitants.
Limita amb el terme de Das, amb Soriguerola i Escadarcs. La seva població es dedica a l'agricultura, bàsicament del cereal, i a la ramadería. Estoll ha esdevingut atracció de construccions d'immobles i activitat turística residencial.
L'any 2019 tenia 33 habitants.

## Llocs d'interès
- Santa Eulàlia d'Estoll. Romànica. Consagrada pel bisbe Nantigis l'any 913.